# Ejido de Xalpan
Ejido de Xalpan är en ort i Mexiko.   Den ligger i kommunen Tepeji del Río de Ocampo och delstaten Hidalgo, i den sydöstra delen av landet, 50 km norr om huvudstaden Mexico City. Ejido de Xalpan ligger 2 206 meter över havet och antalet invånare är 103.
Terrängen runt Ejido de Xalpan är huvudsakligen kuperad, men österut är den platt. Runt Ejido de Xalpan är det ganska tätbefolkat, med 207 invånare per kvadratkilometer. Närmaste större samhälle är Teoloyucan, 17,1 km sydost om Ejido de Xalpan. I omgivningarna runt Ejido de Xalpan växer huvudsakligen savannskog.